# Маниязов, Абдукадыр
Абдукадыр Маниязов (Абдукодир Маниёзов) (1930—2008) — советский и таджикский филолог, член-корреспондент АН Таджикской ССР (1981).

## Биография
Родился 22 декабря 1930 года в городе Канибадам Ленинабадской области в семье служащего.
Окончил историко-филологический факультет ТГУ им. В. И. Ленина (1953).
- 1962—1969 зам. директора Института языка и литературы им. Рудаки АН Тадж. ССР
- 1969—1972 зам. редактора Таджикской советской энциклопедии
- 1972—2000 директор Института языка и литературы им. Рудаки АН Республики Таджикистан.
- 2000—2008 председатель Исполнительного комитета общества «Пайванд», первый зам. председателя Ассоциации таджиков и персоязычных народов мира.

Кандидат филологических наук (1960). Член-корреспондент АН Таджикской ССР (1981). Действительный член Академии персидского языка и литературы Исламской Республики Иран (1996).
Темы научных работ: таджикская классическая и современная литература, литературная критика, языкознание.
Заслуженный деятель науки и техники Таджикистана (1994). Награждён орденом «Шараф».
Умер 3 мая 2008 года в Иране, где находился на лечении. Похоронен на кладбище «Лучоб» в Душанбе.